# 江口寿史の爆発ディナーショー
『江口寿史の爆発ディナーショー』（えぐちひさしのばくはつディナーショー ） は、江口寿史によるギャグ漫画作品、及びこれを表題とした漫画短編集。
第38回（1992年）文藝春秋漫画賞受賞作品。

## 概要
「weekly漫画アクション」（双葉社）誌上において1988年7月5日号から1989年9月12日号まで2色カラーで連載。
『江口寿史の日の丸劇場』・『江口寿史のなんとかなるでショ! 』と同じく一話完結のオムニバス形式をとっており、1話4ページと3作中で1話当たりのページ数が最も短い作品となっている（『日の丸』が20ページ前後、『なんとかなるでショ! 』が8ページ）。しかし、密度の高い優れた作品が多く、後に発売された『日本漫画家大全・江口寿史自選傑作集』や『青少年のための江口寿史入門 A Young Person's Guide to Eguchi Hisashi』といったベスト版の単行本には本作より多数の作品が収録されている。
単行本は双葉社よりB5判・ハードカバー・全ページ2色カラー（一部4色）という特装使用で、1991年に発売。江口ギャグの一つの集大成として『寿五郎ショウ』（『日の丸劇場』を収録）・『江口寿史のなんとかなるでショ! 』の2冊と合わせ「ショー三部作」と呼ばれており、さらに本作はこの3作の中に置いても「ショー三部作の集大成」とされている。『爆発ディナーショー』以外の短編2本を収録し、多数の描き下ろしが加えられた一方で、『爆発ディナーショー』であっても江口が質が低いと判断した作品は収録されていない。また、目次をレストランのメニュー風にするなど装幀にも気を使い、収録順も連載通りではなく意図的に組み替えるといった様に作者のこだわりを存分に反映した単行本となっており、こうしたこだわりが実を結び、発売の翌年には第38回文藝春秋漫画賞を受賞している（同時受賞作は中崎タツヤの『問題サラリーMAN』）。
『爆発ディナーショー』の内、単行本未収録となった作品は長らくお蔵入りとされていたが、1994年に発売された『江口寿史のお蔵出し』に4編、1999年に発売された『江口寿史の犬の話、くさいはなし、その他短篇』に2編が収録され、再び日の目を見る事となった。

## 収録作品
※シリーズ名は本稿の記述の為に便宜的に付けたものであり、正式なものではない
正義の人たちシリーズ
『正義の人たち』、『続・正義の人たち』、『続々・正義の人たち』、『続々々・正義の人たち』4編で、『続』以下は単行本描き下ろし作品。『日の丸劇場』の『怪獣王国』をベースとした怪獣映画のパロディ作品。全編『自選傑作集』と『江口寿史入門』に再録されている（ただし『江口寿史入門』では『正義の人たち』として一つにまとめられている。）。
ハードボイルドシリーズ
『ハードボイルドショッピング』、『ハードボイルドインテリア』の2編。『日の丸劇場』の『ハァドボイルド』をベースとしたハードボイルドの世界をパロディ化した作品。全編『自選傑作集』に再録されている。
理想の家族シリーズ
『理想の父』、『理想の母』、『理想の息子』の3編。タイトルの通り理想的で完璧無比な家族像の話。全編『自選傑作集』に再録されている。
恥・ず・か・し・いシリーズ
『恥・ず・か・し・い』、『こ・こ・は・な・に? 』、『お・し・お・き』の3編で、『お・し・お・き』は描き下ろし。『恥・ず・か・し・い』は4色カラーで収録。性行為及び性的嗜好を題材とした下ネタ作品。全編『自選傑作集』に再録されている。
しりとり家族シリーズ
『しりとり家族』、『しりとり家族ふたたび』の2編。『しりとり家族』は4色カラーで収録。どこにでも居そうな普通の家族がしりとりする様を描く。ギャグ漫画でありながら、心温まる作品。全編『自選傑作集』と『江口寿史入門』に再録されている（ただし『江口寿史入門』では『しりとり家族』として一つにまとめられている。）。
ジョイナーシリーズ
『笑いながら駆けてゆくF・ジョイナー』、『女との待ち合わせ場所に突如全力疾走してきたF・ジョイナー』の2編。タイトルを最初に表示せずに、何が起きているのか分からない状態を作り上げ後からタイトルで状況説明をする事によって笑いとする作品。
漫画パロディシリーズ
『わたせの国のねじ式』、『カジワラ』、『デュークの日々』、『コンダラ』、『家族写真』の5編。『わたせの国のねじ式』と『家族写真』は4色カラーで収録。全編『自選傑作集』に再録されている。
『わたせの国のねじ式』はつげ義春の『ねじ式』の主人公がわたせせいぞうの世界に紛れ込むという異色の作品。ともに存在感がありながら対極に位置する両者の絵柄を見事に再現・融合させることにより、ギャグとはまた対極に位置する両作をギャグへと昇華した怪作。
『カジワラ』と『コンダラ』は共に『巨人の星』（タイトルは原作者の梶原一騎とアニメ主題歌の歌詞から）、『デュークの日々』は『ゴルゴ13』のパロディ。『カジワラ』と『コンダラ』は連作となっている。
『家族写真』は永遠に年を取らずにテレビに流れ続ける『サザエさん』をネタとした作品で、『ラブ & ピース』で使用していたネタの練り直された作品。
イメージコミックシリーズ
『ニューミュージック・イメージコミック "魔法の鏡" 』、『ロシア民謡・イメージコミック "一週間" 』、『かわいいっ♡』の3編。実在の曲の歌詞に絵をつけるという『なんとかなるでショ!』の『朝刊』で使用した手法を応用した作品群。『かわいいっ♡』は『自選傑作集』に再録されている。
『ニューミュージック・イメージコミック "魔法の鏡" 』はタイトル通り荒井由実の『魔法の鏡』を題材とし、少女漫画家の陸奥A子の画風で下ネタを展開してギャップを楽しませながら、全体としては「いかにも少女漫画」といった空気を見事に演出している。
『ロシア民謡・イメージコミック "一週間" 』はロシア民謡の『一週間』を元としてトーマス兄弟を主人公とした替え歌。
『かわいいっ♡』は大中恩作曲の童謡『いぬのおまわりさん』を題材とし、子供の可愛さとその可愛さに弱い大人のおかしさを描いている。
青春爆発
熱血少年爆発五郎の「青春は爆発」な話。『自選傑作集』に再録されている。
大宇宙は彼らを許したか!?
2001年宇宙の旅を題材とし、スペースオペラの壮大さと駄洒落の下らなさのギャップを演出した作品。
クリス・トーマス (24) の密かな楽しみ
タイトル通り。トーマス兄弟の兄クリスの密かな楽しみを描く。『自選傑作集』に再録されている。
自粛4コマ
昭和天皇の容態が悪化し、日本に慶事やばか騒ぎなどを自粛すべしとの空気が広がったのを受け、ギャグ漫画のコマを自粛する事によってギャグにするという、自粛を逆手に取った作品。なお、中の4コマの1本目は『日の丸劇場』の『過敏な一家』が雑誌掲載された際に、恐らくページ埋めとして冒頭に描かれた2ページ（単行本未収録）を元ネタとしている。
BREAK DOWN
とある美女の帰宅後の様子を描く。『自選傑作集』に再録されている。
スマナンダ教の謎
「スマナンダ」の一言で全てを水に流してもらおうとする新興宗教の正体とは……。『自選傑作集』に再録されている。
ファイティングマン
見るからに柄の悪いモヒカン男の本屋での戦いを描く。『自選傑作集』に再録されている。
大日本バクロ党
街宣右翼風の街宣車で世の人々の秘密を暴露する大日本バクロ党の活動を描く。なお、大日本バクロ党の初登場は『ストップ!! ひばりくん! 』で白智小五郎がひばりの秘密を暴露しようと行った物。画風は紫苑…（後述）そのものだが、江口による作画かあるいは紫苑…に作画を任せたものなのかは明らかにされていない。『自選傑作集』に再録されている。
見つめあう男たち
タイトル通り、雨の中見つめ合う男達を描く。『自選傑作集』に再録されている。
わんわん刑事・柴田恭平
あぶない刑事をパロディ化した作品。登場人物はなぜか全員動物の着ぐるみを着ている。なお主人公の柴田恭平は、犬のかぶり物を着けたまま『ラッキーストライク』に先生役として再登場している。『自選傑作集』に再録されている。
遠くで何かやっている
「遠すぎて何をやっているのか見えない」ことをネタにした作品。
恐怖の同人誌漫画を添削する
江口の元に送りつけられて来た200ページにも及ぶ同人誌漫画原稿の一部を、江口が添削して赤ペンで注意を記入するという作品。添削される作品は『なんとかなるでショ!』においてデビューを飾った同人作家紫苑…（後の一條裕子）の『LUCIFER -蒼き天使達によせて-』。『なんとかなるでショ!』の時の『背徳のリフレイン』同様、本人は真面目に耽美的な作品を描いている物が、江口の作品に取り込まれる事によって強烈なギャグへと変わっている。
南城エリカ物語
『エリカの星』の第1話を4ページに要約した作品。
漫画家江口寿史・その人と絵柄の変化に見る80年代風俗史
タイトル通りに江口寿史の変貌を当時の写真や漫画を掲載して時代と共に追って行く。4色カラーで収録。
日焼け注意報
「月刊GAGDA」（双葉社）1983年9月号に掲載された作品。4色カラーで収録。海辺で体を焼いている少女を描いた、漫画とイラストの境目にある作品。
KV-201XR
「月刊カドカワ」（角川書店）1990年11月号に掲載された作品。雑誌掲載当時はモノクロであったが、4色カラーで収録。本作収録作品の中で唯一ギャグではない作品。たとえ利用者が気に入り大事に使っている機械であっても、メーカーの対応が終了し、部品製造が終われば使えなくなってしまう事の物悲しさを描いたSF短篇。主人公のモデルは笠智衆。『自選傑作集』と『江口寿史入門』に再録されている。

## 主な登場人物
寿 五郎（ことぶき ごろう）
『日の丸劇場』に初登場した作者の分身。表紙などに登場するが、作中での登場は少ない。
霧島隊長（きりしま）
地球防衛隊の隊長で、『正義の人たち』シリーズに隊員と一の瀬博士とのセットで登場。初登場は『日の丸劇場』の『怪獣王国』で、科学防衛隊の隊長であった。なお、探偵毒島とは同一人物が演じるキャラクターであり手塚治虫による漫画におけるスター・システムを踏襲している。
一の瀬博士（いちのせ）
地球防衛隊に所属する博士で、『正義の人たち』シリーズに隊長以下の隊員とセットで登場。霧島隊長同様『怪獣王国』で初登場。
毒島 牙男（ぶすじま きばお）
ハードボイルドシリーズの登場人物。探偵であり、常にダンディさを追求している。『日の丸劇場』の『ハァドボイルド』が初登場。
クリス・トーマス & フィリップ・トーマス
通称トーマス兄弟。『なんとかなるでショ!』初登場の双生児のオカマ。
しりとり家族
いつもしりとりをしている父・母・息子・娘の4人家族。初登場は『寿五郎ショウ』の『爆笑家族』に爆笑家族として。

## 元ネタ
作中でモデルやパロディとして扱われている人物・作品などの元ネタ。
- 怪獣映画
- しりとり
- 2001年宇宙の旅
- わたせせいぞう
- ねじ式
- フローレンス・ジョイナー
- プッチンプリン
- 昭和天皇の危篤に伴う自主規制
- 坂本龍馬
- 勝海舟
- 黄桜酒造の河童のCM
- リクルート事件
  - 江副浩正
- 安藤優子
- あしたのジョー

- 巨人の星
- ゴルゴ13
- 魔法の鏡（荒井由実の曲）
- 陸奥A子
- 一週間（ロシア民謡）
- 一杯のかけそば
  - 栗良平
- ビガーパンツ（男性用矯正下着）
- 鴨川シーワールド
- あぶない刑事
  - 柴田恭兵
  - 舘ひろし
- 笠智衆
- サザエさん
- いぬのおまわりさん（大中恩作曲の童謡）

## 書誌情報
共に双葉社刊。
- 単行本 / 1991年7月1日、ISBN 4575281123
- 文庫本 / 1995年11月、ISBN 4575720348